# طراحی گرافیک حرکت

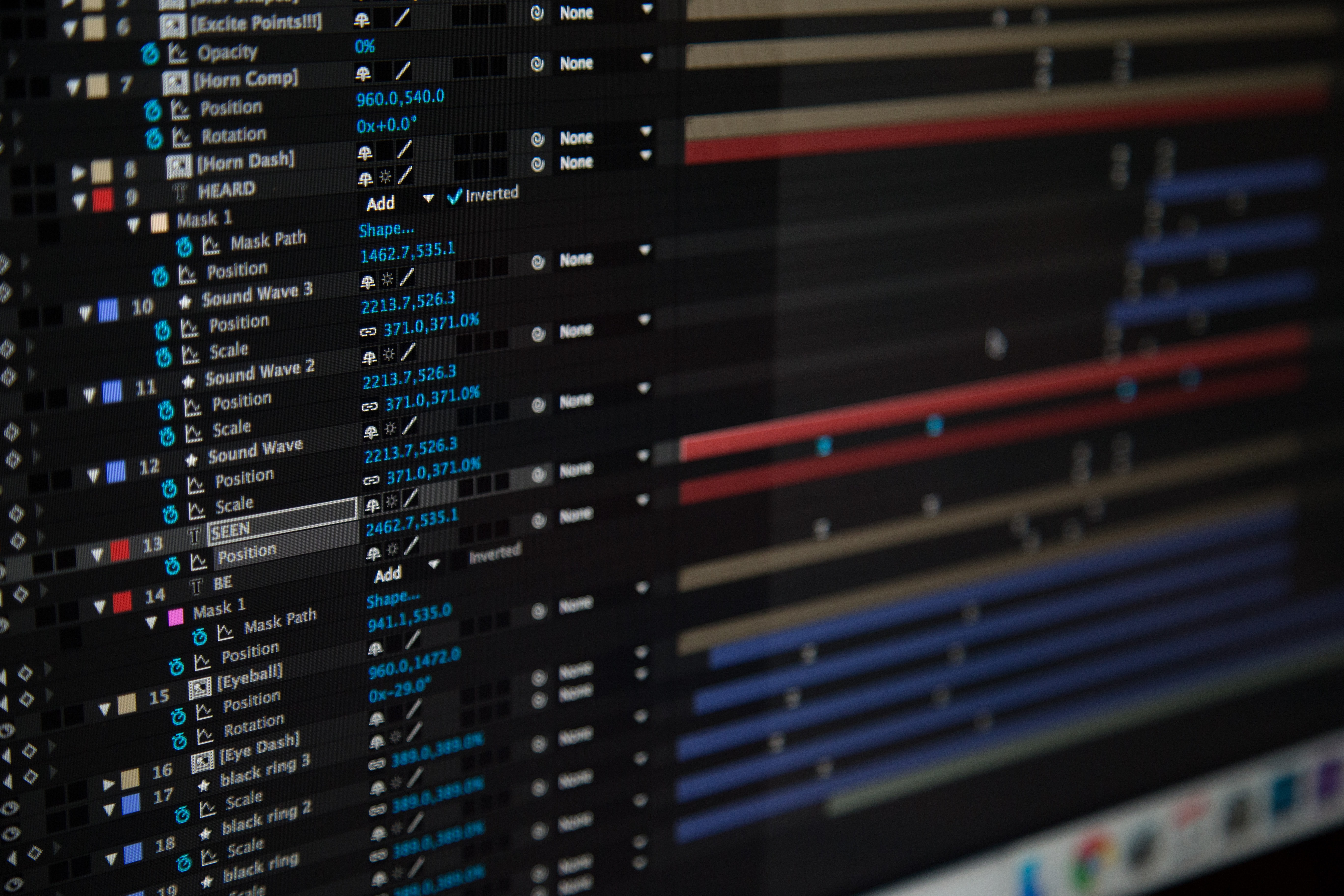
تصویر محیط یکی از نرم افزار های طراحی گرافیکی

طراحی گرافیک حرکت زیر مجموعه‌ای از طراحی گرافیک است که قوانین طراحی گرافیک را در یک محیط فیلم‌سازی یا یک محیط تولید تلویزیونی (یا دیگر وسایل دیداری در حال تحول موقت)، از طریق به کاربردن انیمیشن (جان بخشی) یا تکنیک‌های سینمایی، به کار می‌برد. به عنوان مثال علائم حرکتی و ترسیم‌هایی که به عنوان عناوین یک فیلم یا سکانس‌های آغازین یک برنامه تلویزیونی، پویانمایی‌های مبتنی بر وب، لوگو (نشان واره) شناسایی سه بعدی برای کانال تلویزیون را می‌توان نام برد.
پویانگاشتار یا موشن‌گرافیک ترکیبی از دو واژه موشن به معنی حرکت و گرافیک به معنی تصویر است؛ که توسط برنامه‌های گرافیکی ساخته می‌شود. جان وینتی اولین فردی بود که این اصطلاح را وارد فرهنگ لغات مربوط به دنیای چند رسانه ای کرد. موشن گرافیک تلفیقی ست از هنر طراحی گرافیک، متحرک سازی و علم به کار بردن عناصر طراحی شده که در انتها با موزیک و جلوه‌های صوتی مرتبط، ترکیب و تکمیل می‌شود.

## تقسیم‌بندی موشن گرافیک
اگر چه این شکل هنری برای چندین دهه بی‌اهمیت شده بود ولی در سال‌های اخیر در زمینه مهارت‌های تکنیکی، جهش‌های کمیتی زیادی داشته‌است و اخیراً با توجه به اینکه امروزه رسانه‌ها نقش بسیار بزرگ و با اهمیتی در زندگی پیدا کرده‌اند، موشن گرافیک جایگاه ویژه‌ای پیدا کرده و به عنوان ابزاری مناسب برای انتقال محتوا در دنیای دیداری امروز شناخته می‌شود.
به‌طور معمول زمان آماده‌سازی یک موشن گرافیک باکیفیت به نسبت پایین‌تر از سایر سبک‌های ویدئویی است، همین‌طور قیمت تولید موشن گرافیک به نسبت پایین‌تر از سایر روش‌هاست. برای مثال قیمت تمام شده موشن فلت بسیار کم می‌باشد.
در ابتدا از موشن گرافیک برای متحرک‌سازی آرم و نشان وارهٔ شبکه‌های تلویزیونی، کمپانی‌های سینمایی و برخی دیگر از شرکت‌ها یا رویدادها استفاده می‌شد. اما کم‌کم دامنه استفاده از گرافیک متحرک گسترش یافت و برخی از تکنیک‌های سینمای و فیلم‌سازی، همچون صداگذاری حرفه‌ای و مانند آن نیز به آن وارد شد. آنگونه که امروزه موشن گرافیک نقش ویژه‌ای در تبلیغات و اطلاع‌رسانی رسانه‌ای و فیلم‌سازی یافته‌است.
ویدیو موشن، استاپ موشن، اینفو موشن از انواع موشن گرافیک هستند.

#### تفاوت موشن گرافیک و تیزر تبلیغاتی
موشن گرافیک و تیزر تبلیغاتی دو مفهوم مرتبط در حوزه تبلیغات و بازاریابی هستند، اما تفاوت‌های اساسی با یکدیگر دارند.
موشن گرافیک (Motion Graphics): موشن گرافیک به انیمیشن عناصر گرافیکی مانند متن، اشکال و تصاویر اشاره دارد که برای انتقال اطلاعات یا پیام‌ها به کار می‌رود. این تکنیک بیشتر بر طراحی گرافیکی و حرکت تمرکز دارد و اغلب برای توضیح مفاهیم پیچیده به صورت بصری استفاده می‌شود. به عنوان مثال، در ویدیوهای آموزشی یا توضیح‌دهنده، موشن گرافیک می‌تواند به ساده‌سازی و درک بهتر محتوا کمک کند. 
نام های دیگر موشن گرافیک چون:
- موشن گرافی
- پویانمایی
- طراحی گرافیک حرکت
- صداگذاری روی ویدیوی گرافیکی
- متحرک سازی اشیا

تیزر تبلیغاتی (Commercial Teaser): تیزر تبلیغاتی یک ویدیوی کوتاه است که با هدف معرفی محصول، خدمات یا برند به مخاطبان طراحی می‌شود. این ویدیوها معمولاً شامل ترکیبی از فیلم‌برداری زنده، انیمیشن، موشن گرافیک و صدا هستند و با داستان‌سرایی و ایجاد احساسات، سعی در جلب توجه و ترغیب مخاطب به اقدام دارند. تیزرهای تبلیغاتی در پلتفرم‌های مختلفی مانند تلویزیون، شبکه‌های اجتماعی و وب‌سایت‌ها منتشر می‌شوند. 

##### تفاوت‌های کلیدی میان موشن گرافیک و تیزر تبلیغاتی
هدف و کاربرد: موشن گرافیک بیشتر برای توضیح و ساده‌سازی اطلاعات پیچیده به کار می‌رود، در حالی که تیزر تبلیغاتی با هدف جلب توجه و ترغیب مخاطب به اقدام طراحی می‌شود.
محتوا و ساختار: موشن گرافیک عمدتاً شامل انیمیشن عناصر گرافیکی است، در حالی که تیزر تبلیغاتی می‌تواند ترکیبی از فیلم‌برداری زنده، انیمیشن، موشن گرافیک و صدا باشد.
طول و مدت زمان: موشن گرافیک‌ها ممکن است طولانی‌تر باشند و به جزئیات بیشتری بپردازند، اما تیزرهای تبلیغاتی معمولاً کوتاه و مختصر هستند تا در زمان کم، پیام را منتقل کنند.
در نتیجه، در حالی که موشن گرافیک و تیزر تبلیغاتی هر دو از ابزارهای بصری در بازاریابی هستند، تفاوت‌های مهمی در هدف، محتوا و کاربرد آن‌ها وجود دارد.

#### انواع موشن گرافیک
- موشن گرافیک اقتصادی
- موشن گرافیک اختصاصی
- موشن گرافیک سه بعدی
- موشن وایت برد
- استاپ موشن
- کمیک موشن
- موشن استوری
- موشن گرافیک موزیکال
- اینفوموشن
- موشن شرکتی
- موشن فتومونتاژ
- کلاژ موشن

#### تفاوت موشن گرافیک با سایر سبک‌های تبلیغات ویدیویی
موشن گرافیک یکی از محبوب‌ترین و قدرتمندترین سبک‌های ویدیویی است که توانسته جایگاه ویژه‌ای در دنیای تبلیغات پیدا کند. دلیل این استقبال، توانایی بی‌نظیر موشن گرافیک در ترکیب بصری و شنیداری است که به شکل جذاب و به‌یادماندنی، داستان‌ها را روایت کرده و اطلاعات را به مخاطبان منتقل می‌کند. در ادامه، به ویژگی‌های منحصربه‌فرد این سبک پرداخته‌ایم:
سناریوی جذاب و تأثیرگذار: نوشتن یک سناریوی قوی و خلاقانه، اساس موفقیت هر موشن گرافیک است. متن باید بتواند پیام را به شکلی واضح و جذاب به مخاطب منتقل کند و او را درگیر کند.
طراحی کاراکترها و المان‌های بصری مناسب: انتخاب و طراحی کاراکترها باید با سناریو و هدف ویدیو هم‌خوانی داشته باشد. کاراکترهای جذاب و المان‌های گرافیکی زیبا، مخاطب را مجذوب زیبایی ویدیو می‌کنند.
صداگذاری حرفه‌ای: انتخاب نریشن، نریتور و موسیقی مناسب، از مهم‌ترین عوامل تاثیرگذاری در موشن گرافیک است. صداگذاری حرفه‌ای می‌تواند روایت داستان را تقویت کند و احساسات مخاطب را درگیر کند.
توجه به پرسونای مخاطب: طراحی گرافیکی و تصویرسازی باید بر اساس علایق و نیازهای مخاطب هدف انجام شود. این توجه به پرسونای مخاطب، ویدیو را برای بینندگان جذاب‌تر و موثرتر می‌کند.
خلاصه و مفید بودن: یکی از ویژگی‌های مهم موشن گرافیک، انتقال پیام در زمان کوتاه است. ویدیو باید بتواند در مدت زمان کم، اطلاعات را به درستی به مخاطب منتقل کند و او را تحت تاثیر قرار دهد.

#### تاثیر تولید موشن گرافیک در تبلیغات کسب‌وکار
موشن گرافیک به عنوان یک ابزار بصری زیبا و جذاب، نه تنها نظر مخاطبان را به خود جلب می‌کند، بلکه به عنوان یک استراتژی مشتری‌محور، کیفیت و اثربخشی تبلیغات شما را نیز افزایش می‌دهد. این سبک تبلیغاتی به دلیل قیمت مناسب و تعامل گسترده با مخاطب، انتخاب حرفه‌ای‌ها در دنیای تبلیغات شده است.

##### مزایای استفاده از موشن گرافیک در کسب‌ و کار
موشن گرافیک به عنوان یک سبک تبلیغاتی مدرن، به سرعت در بین کسب‌وکارها جای خود را باز کرده و دارای مزایای بی‌شماری است، از جمله:
- تقویت برندینگ: موشن گرافیک با خلق تصاویر به‌یادماندنی، برند شما را در ذهن مخاطب حک می‌کند.
- جذب مخاطب بیشتر: تصاویر متحرک و جذاب، مخاطبان بیشتری را به سمت محتوای شما جذب می‌کند.
- اعتمادسازی: ویدیوهای حرفه‌ای به تقویت اعتماد مخاطبان کمک می‌کند و برند شما را معتبرتر جلوه می‌دهد.
- ارائه بهتر خدمات: موشن گرافیک به شما امکان می‌دهد خدمات و محصولات خود را به شیوه‌ای جذاب و موثر معرفی کنید.
- افزایش فروش: این سبک ویدیویی می‌تواند مشتریان را به خرید ترغیب کرده و فروش شما را افزایش دهد.

##### نقش کلیدی موشن گرافیک در دنیای تبلیغات
حضور موشن گرافیک در تبلیغات، به عنوان یک ابزار بی‌بدیل برای معرفی و توسعه کسب‌وکار، نقشی کلیدی در موفقیت شما ایفا می‌کند. این سبک ویدیویی، فرصتی عالی برای برندهاست تا در دنیای دیجیتال بدرخشند و مخاطبان خود را به طور موثرتری جذب کنند.

## تفاوت انیمیشن و موشن گرافیک
پویانمایی‌ها ویدیوهایی هستند که حتماً دارای شخصیت خاص و داستان مشخصی هستند و غالباً به لایه‌های زیرین داستانی، روانی، احساسی و فلسفی شخصیت‌ها و پرسوناژها می‌پردازد. بر خلاف انیمیشن‌ها، موشن گرافیک‌ها کاراکتر محور نیستند.

## تکنولوژی
ترفیع این فرم هنری عمدتاً به علت پیشرفت تکنولوژی است. برنامه‌های کامپیوتری برای صنعت فیلم و ویدئو به‌طور وسیعی قوی تر و آماده‌تر شده‌اند. یکی از برنامه‌های عمده که توسط طراحان گرافیک حرکت به کار می‌روند برنامه ادوبی افتر افکتس است که به آن‌ها اجازه ساخت و تغییر گرافیک‌ها در طول زمان را می‌دهد.
طراحی گرافیک حرکت، به بیش از چند ابزار نیاز دارد. تکنیک‌های به کار رفته در این هنر، بستگی زیادی به طراح دارند، اغلب گرایش‌ها به این است که چه تکنیک‌هایی چه موقع به کار می‌روند.
یک طراح حرکت، شخصی کارآزموده در طراحی گرافیک سنتی است که می‌تواند عناصر زمان، صدا و فضا را با مهارت و دانش طراحی خود ترکیب کند. طراحان حرکت می‌توانند با پیشینه‌های فیلم‌سازی یا انیمیشن باشند.